# A Winter Straw Ride
A Winter Straw Ride est un film muet américain réalisé par Edwin S. Porter et Wallace McCutcheon, sorti en 1906.

## Synopsis
Les joies de l'hiver pour un groupe de garçons et de filles.

## Fiche technique
- Titre : A Winter Straw Ride
- Réalisation : Edwin S. Porter, Wallace McCutcheon
- Genre : Comédie
- Durée : 7 minutes
- Date de sortie :
  - États-Unis : avril 1906